# Церковь Святого Якоба (Мюнхен)
Церковь Святого Якова в Мюнхене (Якобскирхе или Занкт-Якоб-ам-Ангер; нем. St. Jakob am Anger) — римско-католическая церковь в центре города Мюнхен (федеральная земля Бавария), на площади Занкт-Якобс-Платц; расположена на месте бывшего женского монастыря ордена «Arme Schulschwestern von Unserer Lieben Frau» (SSND). Является единственной новой церковью, построенной в историческом центре баварской столицы после Второй мировой войны.

## История и описание
Францисканский священник по имени Кастмус (или Кастинус) прибыл в Мюнхен из Аугсбурга: в 1221 году он стал служить в часовне, расположенной на бывшей городской стене; часовня была посвящена апостолу Иакову. Предполагается, что Кастмус начал строительство монастыря и построил его в крайне сжатые сроки. В 1250-х годах в монастыре была построена базилика в позднероманском стиле — с широким прямоугольным трехапсидным хором. С 1257 года дарованные в храме индульгенции пользовались большой популярностью у горожан и приезжих — наибольший спрос пришелся на 1392 год, «Мюнхенский год благодати», когда церковь посещали до 60 000 паломников в неделю.
По просьбе герцога Верхней Баварии Людвига II Строгого в 1284 году францисканцы переместили свой монастырь в район к северу от Старого двора и в том же году монахини-клариссинки заняли бывшие помещения. Мюнхенские францисканцы продолжали вести дела монахинь. В 1404 году часть монастырской церкви обрушилась; её реконструкция состоялась в 1408 году. Около 1600 года храм был перестроен в стиле эпохи Возрождения. Между 1735 и 1738 годами церковное убранство было заменено на предметы в стиле барокко. В 1804 году монастырь был секуляризован.
В 1843 году Мария Терезия Герхардингер, основательница ордена «Arme Schulschwestern von Unserer Lieben Frau», получила бывшие монастырские помещения при содействии баварского короля Людвига I. Во время Второй мировой войны, в декабре 1944 года, внешние стены церкви были разрушены в ходе британо-американского воздушного налёта: налёт уничтожил последнее сохранившееся свидетельство романского стиля в старом городе Мюнхена. С период с 1955 по 1957 год церковь была полностью перестроена: современное кирпичное здание было возведено по проекту архитектора Фридриха Хайндля (Friedrich Ferdinand Haindl).